# Roland (Verein)
Der Roland, Verein zur Förderung der Stamm-, Wappen- und Siegelkunde war ein von 1902 bis 1945 bestehender genealogischer Verein.

## Geschichte
Der Roland wurde am 18. Januar 1902 in Dresden von Hermann Unbescheid (1847–1915) als erster ausdrücklich bürgerlicher genealogischer Verein der Welt gegründet. Die Mitgliederzahl schwankte stark, insgesamt soll der Verein 1930 mit ca. 3000 Mitgliedern einer der größten genealogischen Vereine Deutschlands gewesen sein. Er verstand sich als ein überregionaler Verein mit Ortsgruppen. In rascher Folge entstanden z. B. Roland-Ortsgruppen in Leipzig, Magdeburg, Hamburg, Potsdam, Nürnberg und 1904 auch in Berlin. Diese Ortsgruppe in Berlin unter Leitung von Bernhard Koerner machte sich 1913 als Deutscher Roland selbständig. Eine Leipziger Ortsgruppe bestand nur zeitweilig und ging schließlich vollständig in den Aktivitäten der 1904 gegründeten Zentralstelle für Deutsche Personen- und Familiengeschichte, Leipzig auf. Auch andere Ortsgruppen entwickelten sich zu Kernen neuer regionaler Vereine und wurden nach 1930 selbständig, so z. B. 1923 die Pommersche Vereinigung für Stamm- und Wappenkunde. Der Verein hatte seinen Sitz in Dresden in der Großen Brüdergasse 10 und wurde 1945, wie auch alle anderen Vereine in Deutschland, aufgelöst. Die Bibliothek, die Sammlungen und das Archiv des Vereins blieben vollständig erhalten und gelangten nach Kriegsende zunächst in das Hauptstaatsarchiv Dresden und wurden von dort 1967 an die Deutsche Zentralstelle für Genealogie nach Leipzig abgegeben. Für den Zeitraum von 1904 bis 1939 archivierte der Verein die Personalbögen seiner Mitglieder, die Lebensdaten, Beruf, Militärzeit, Angaben über den genealogischen Erforschungsstand des agnatischen Stammes, einen kurzen Lebenslauf und Angaben über Ehefrau und Kinder enthalten. In gesonderten Bilderalben sind die Porträts der Mitglieder überliefert.
1919 begann der Verein einen Gesamtkatalog der Personalschriften- und Leichenpredigtensammlungen zu erarbeiten, der alle bekannten Leichenpredigten und Gelegenheitsdrucke erfassen und für die Familiengeschichtsforschung aufbereiten sollte. Der Katalog erschließt eine literarische Gattung, die von Mitte des 16. bis Mitte des 18. Jahrhunderts in den protestantischen Gebieten verbreitet war, um Personen der gesellschaftlichen Ober- und Mittelschicht zu würdigen. Er erfasst rund 324.000 Personalschriften an etwa 450 Lagerungsorten. Max Adolf Weißker aus Langebrück, Mitbegründer des Roland, vermachte dem Verein im Jahr 1918 seine 1557 Stücke zählende Exlibris-Sammlung. Diese Sammlung wurde bis 1945 um weitere etwa 500 Stücke ergänzt. Weitere durch den Verein angelegte Sammlungen waren die Personenkartei, die Siegelsammlung und die Wappensammlung.

## Publikationen
- Deutsches Rolandbuch für Geschlechterkunde. Dresden
  - 1. Band. 1918 Digitalisat
- Mitglieder-Verzeichnis des Roland, Vereins zur Förderung der Stammkunde. Vogt, Papiermühle, 1902–1907 Digitalisat
- Mitgliederverzeichnis des Roland, Vereins zur Förderung der Stamm-, Wappen- und Siegelkunde, e. V. 1909–1912 Digitalisat
- Roland: Monatsschrift des "Roland", Verein zur Förderung der Stammkunde; (Archiv für Stamm- und Wappenkunde); 4.1903/04 - 9.1908/09,8 (Febr.) ZDB-ID 1409002-8
- Roland: Monatsschrift des "Roland", Vereins zur Förderung der Stamm-, Wappen- und Siegelkunde; (Archiv für Stamm- und Wappenkunde); 9.1909,9 (März) - 22.1921/22 ZDB-ID 134335-x